# 關維麟
關維麟（英語：William Kwan，1946年—）是1980年代香港著名的唱片監製，其為前寶麗金亞太區總裁，綽號「關爺」，藝名“畫子”，是天王譚詠麟的御用監製，譚在高峰期推出的專輯幾乎清一色是由關維麟擔任監製，例如《忘不了您》、《霧之戀》、《愛的根源》和《愛情陷阱》，監製過的經典專輯數之不盡，亦常與徐小鳳、張學友、鄧麗君等寶麗金紅星合作。此外，他是泰迪羅賓的弟弟，與關偉（綽號「威爺」，前寶麗金總經理）三兄弟，及鄭東漢（Norman Cheng，香港寶麗金1971年成立時首任總經理）合組Teddy Robin and the Playboys，擔任結他手。關維麟早年與音樂人馮添枝就讀新法書院，入讀新法書院之前則與其兄長泰迪羅賓同為同濟中學1957年小六及1960年初中畢業生。

## 家庭
藝人泰迪羅賓（原名關維鵬）為其兄長，幼弟關偉亦曾任寶麗金高層。他們的父親關永同（號仲方）是廣西桂林臨桂縣六塘鎮人，中華民國大陸時期軍官，新桂系軍閥李宗仁部下，官至少將。據泰迪羅賓的傳記，關家曾舉家隨李宗仁遷居北平，亦附有關維麟幼年攝於北平的照片，至1949年國共談判破裂後關家輾轉移居至香港；他們的母親曾靜瓊則出身於湖南望族。:12-15
藝人關楚耀是關維麟的兒子。